# Concilios de Alejandría
Los Concilios de Alejandría se realizaron en Alejandría, Egipto, y fueron 14, comenzaron en el año 231 d. C. hasta el año 633 para tratar asuntos como la condena de herejías como el arrianismo, la defensa del obispo Atanasio, y la comunicación de cartas papales condenando herejes como Nestorio. Algunos de los concilios más importantes fueron los que condenaron a Arrio en el 321 d. C. y aprobaron medidas contra herejías en el 362 d. C.  

## Los Concilios

### Concilio del año 231
Como un concilio de obispos y sacerdotes reunidos en convocado por el obispo Demetrio con el propósito de declarar a Orígenes de Alejandría indigno del cargo de maestro y excomulgarlo.

### Concilio del año 306
En el año 306, un concilio celebrado bajo el papa Pedro de Alejandría depuso a Melecio, obispo de Licópolis, por idolatría y otros delitos. El cisma duró cincuenta años y fue fuente de muchos problemas para la Iglesia de Egipto.

### Concilio del año 321
En 321, Alejandro I de Alejandría celebró el primer concilio que condenó a Arrio, entonces párroco de la sección de Alejandría conocida como Baucalis. Después de su condena, Arrio se retiró a Palestina, donde consiguió el poderoso apoyo de Eusebio de Cesárea.

### Concilio del año 326
En el Concilio de 326, Atanasio de Alejandría fue elegido para suceder al anciano Alejandro, y se denunciaron varias herejías y cismas de Egipto.

### Concilio del año 340
En un año entre 338 y 340, casi cien obispos se reunieron en Alejandría, donde se declararon a favor de Atanasio, rechazando las acusaciones presentadas contra él por la facción de Eusebio en el Primer Sínodo de Tiro. El concilio publicó una encíclica a tal efecto. 

### Concilio del año 346
En el año 346, Atanasio reunió a 94 obispos para celebrar un concilio, donde firmaron la Encíclica Serdican.

### Concilio del año 350
En un concilio celebrado en el año 350, Atanasio fue reinstalado en su sede .

### Concilio del año 362
Después de la muerte de Jorge de Capadocia, Atanasio regresó a la sede de Alejandría, y poco después convocó y presidió el concilio de 362 junto con San Eusebio de Vercelli, contra aquellos que negaban la divinidad del Espíritu Santo el alma humana de Nuestro Señor Jesucristo y su divinidad. Atanasio leyó su Apología de Fuga en voz alta a los asistentes, entre los que había algunos marmaricanos. Se acordaron medidas suaves para aquellos obispos apóstatas que se arrepintieran, pero se decretó una penitencia severa para los líderes principales de las principales herejías que habían estado mermando a la Iglesia Cristiana. El concilio publicó dos documentos, la Epistula Catholica y el Tomus ad Antiochenos.

### Concilio del año 363
En el año 363 se reunió otro concilio bajo la dirección de Atanasio, con el propósito de presentar al nuevo emperador romano Joviano un relato de la verdadera fe.

### Concilio del año 364
El concilio de 364 tenía un propósito similar al del concilio de 363.

### Concilio del año 370
El concilio de 370 aprobó la acción del Papa Dámaso I al condenar a Ursacio de Singidunum y a Valente de Mursa (ver arrianismo), y expresó su sorpresa por el hecho de que Auxentius de Milán todavía fuera tolerado en Milán.

### Concilio del año 399
En el año 399, el concilio de Alejandría condenó, sin nombrarlo, los escritos de Orígenes.

### Concilio del año 430
Fue convocado por Cirilo de Alejandría dio a conocer a los obispos de Egipto la carta del papa Celestino I, en la que se transmitía una advertencia pontificia de amonestación, al heresiarca Nestorio. En este concilio, los obispos le advertían que, a menos que se retractara de sus errores, confesara la fe católica y reformara su vida, se negarían a considerarlo como un obispo.

### Concilio de 633
En el año 633, el patriarca Ciro de Alejandría celebró un concilio a favor de los monotelitas, con el que se cerró la serie de estas reuniones deliberativas de la antigua Iglesia de Egipto.